# Крижанич, Юрий
Ю́рий Крижа́нич (хорв. Juraj Križanić; около 1618 — 12 сентября 1683) — хорватский богослов, философ, писатель, лингвист, историк, этнограф, публицист и учёный-энциклопедист, священник-миссионер, выступавший за унию католической и православной церквей и за единство славянских народов; стоял у истоков панславянских воззрений в царской России.
Прибыл в Москву в 1659 году. В 1661 году отказался пройти повторный обряд крещения, после чего был обвинён в поддержке униатов и отправлен в ссылку в Тобольск, где провёл 16 лет. В Тобольске Крижанич написал свои основные труды: «Политика», «О божественном Провидении», «Толкование исторических пророчеств», «О святом крещении», «Грамматическое изыскание о русском языке (идея всеславянского языка)» и пр. В 1676 году получил царское прощение, разрешение вернуться в Москву и право выезда за её пределы. В том же году Крижанич воспользовался правом покинуть Россию и отбыл в католическую Европу. Погиб в бою с турками под Веной в 1683 году.

## Биография

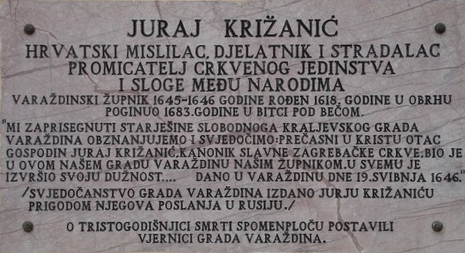
Памятная табличка в Вараждине, где проживал Крижанич.

Юрий Крижанич родился в 1618 году в местечке Обрх близ города Карловац, в семье небогатого землевладельца Гаспара Крижанича. Лишившись отца в возрасте пятнадцати лет, Юрий стал готовиться к вступлению в духовное звание. Он учился сначала на родине, в Загребской католической семинарии, готовившей священников хорватской грекокатолической церкви. Потом — в Венской семинарии, а затем перешёл в Болонью, где занимался кроме богословских наук юридическими.
Был священником-миссионером, состоял на службе ватиканской конгрегации пропаганды веры. Много путешествовал по Европе (Вена, Варшава и др.).
Владея в совершенстве, кроме своего родного языка, немецким, латинским и итальянским, он в 1640 году поселился в Риме и поступил в греческий Коллегиум святого Афанасия, специально учреждённый Ватиканом для пропаганды унии среди последователей греческой веры. В 1642 году защитил докторскую диссертацию в Риме. В это время Крижанич был посвящён в сан загребского каноника. Изучил греческий язык, приобрёл большие познания в византийской литературе и стал горячим сторонником унии. Его целью было собрать все важнейшие сочинения «схизматиков», то есть православных богословов, писавших против догматов папизма. Плодом этого было несколько сочинений на латинском языке, а в особенности «Всеобщая библиотека схизматиков». Это предприятие повело его к ознакомлению с русским языком, так как ему нужно было знать и сочинения, писанные по-русски против унии. Оставив коллегиум, Юрий был привязан к Риму до 1656 года, состоя членом иллирского общества Св. Иеронима.
Посетил Константинополь, где ещё основательнее познакомился с греческой литературой.
Оказавшись в Вене в 1658 году, Крижанич встретился там с московским посланником Яковом Лихаревым. Русские послы набирали иноземцев, желавших поступить на царскую службу, обещая им царское жалованье, «какого у них и на уме нет». Крижанич явился к ним с предложением своей службы царю.
Прибыв в Москву в 1659 году, Крижанич не сумел найти общего языка с русскими властями. Его воззрения на единую, независимую от земных споров церковь Христову были неприемлемы как для защитников православия, так и для католиков. 20 января 1661 года Крижанича сослали в Тобольск. При этом, ему положили жалованье — семь рублей с полтиной в месяц. Крижанич пробыл в ссылке 16 лет, но не потерял присутствия духа и написал там самые замечательные свои сочинения. В 1664 году встречался с протопопом Аввакумом, следовавшим из ссылки.
После смерти царя Алексея Михайловича, 5 марта 1676 года Крижанич получил царское прощение и разрешение вернуться в Москву, а затем и выехать из России.

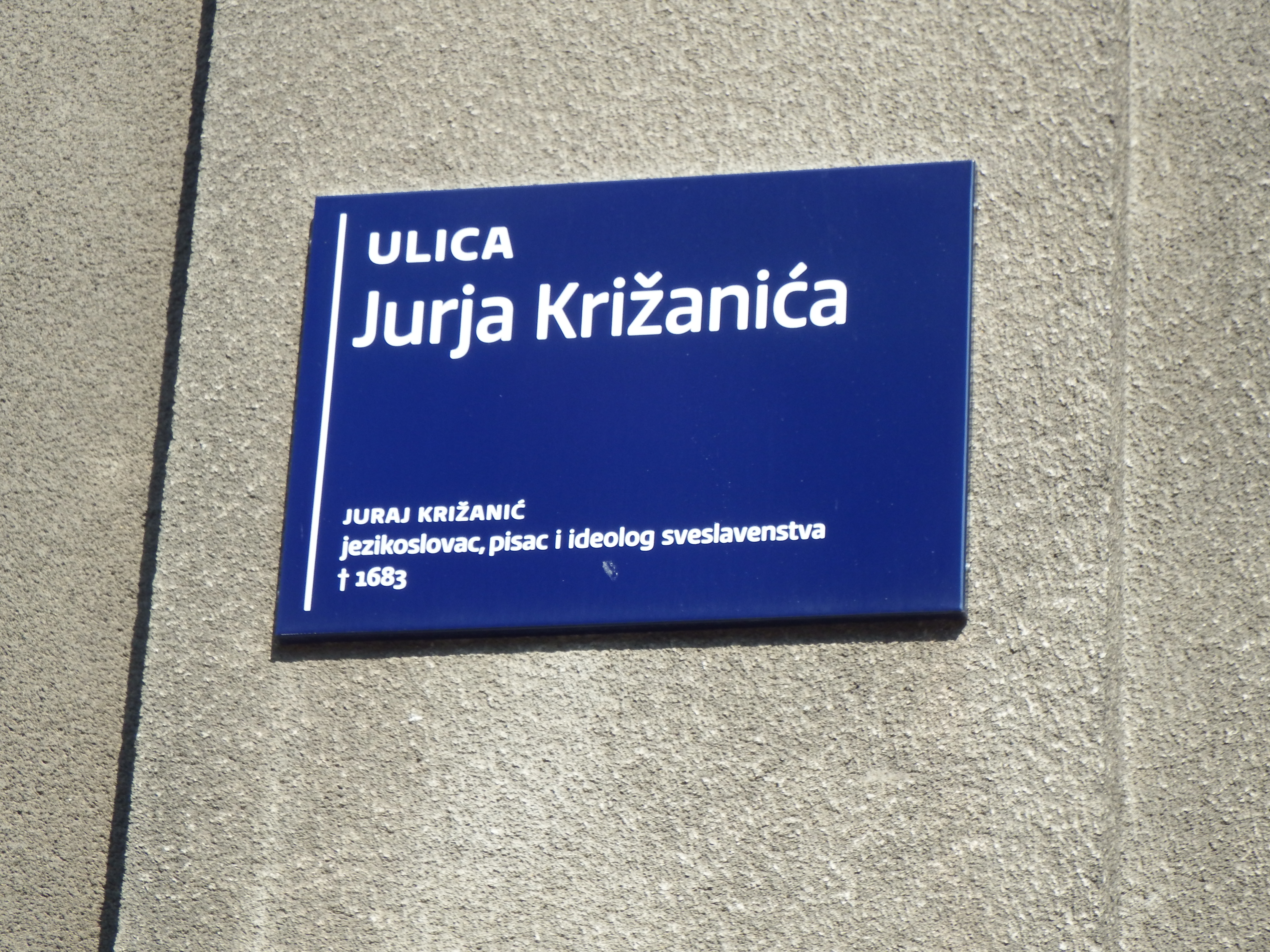
Улица Юрия Крижанича в Загребе, Хорватия

С 1676 года жил в Польше, вступил в орден иезуитов. Погиб 12 сентября 1683 под Веной в битве с турками-османами, участвуя в военном походе Яна Собеского.

## «Объяснение выводно о письме словенском»
Это был первый в России грамматический труд по русскому языку. Интересно, что Крижанич уже тогда заметил ненужность написания «ера» на концах слов и в своём труде употреблял эту букву только как разделитель. Он предлагал очистить русский язык от излишних грецизмов и латинизмов, а также устранить ненужные буквы «фита», «ижица», «пси», «кси». Крижанич впервые предложил для удобства заменить названия букв (аз, буки, веди и т. д.) односложными, фактически на 260 лет опередив реформу русской орфографии.

## «Русский язык» Крижанича
В 1661 году Крижанич приезжает в Тобольск. Денежное обеспечение (90 рублей в год) было достаточно для дальнейшего продолжения его работы. Именно в Тобольске он больше всего думает о путях объединения славян. Крижанич приходит к мысли, что единство государственное, религиозное и культурное должно быть дополнено единством языковым. Мечтая об установлении единства между всеми славянскими народами, Крижанич задумал создать для них и единый славянский язык. В Сибири он с этой целью написал «Граматично изказанје об руском језику» (1666), предупредив читателей, что он имеет в виду не один какой-либо славянский язык, а язык всех славян. Таким образом Крижанич пришёл к мысли о создании общеславянского языка. Огромный материал для этого был накоплен, оставалось лишь систематизировать его.
В своей работе он проявил подлинно научный подход. Прежде всего, Крижанич стремился создать чисто славянский язык, без иностранных заимствований. Выбирая слова и грамматические конструкции, он придавал им такую форму, которая была бы близка ко всем славянским языкам. Основу лексики составляли слова, общие для всех языков этой группы. Когда же не удавалось найти общего слова, оно заимствовалось из какого-либо конкретного языка. При этом критерием для выбора служила степень распространённости данного слова. 60 % слов были общеславянского происхождения, 10 % — русские и церковнославянские, 9 % — сербохорватские, 2,5 % — польские, затем — болгарские, западнорусские и др. Получился как бы «среднестатистический» славянский язык. Этот язык был очень гибок и позволял легко создавать новые слова из имеющихся элементов. Так, например, возникли слова «чужебесие» (излишнее доверие к иностранцам), «гостогонство» (гонение на гостей, то есть купцов), «людодёр» (так Крижанич охарактеризовал Ивана Грозного). Алфавит использовался латинский, хотя Крижанич допускал и употребление кириллицы. В «Грамматичном изказании» был дан блестящий сравнительный анализ славянских языков. Это был первый в Европе труд по сравнительному языкознанию.
В предисловии к грамматике Крижанич изложил свою теорию соотношения славянских языков. Старший — русский язык, на котором известны церковные книги; все славянские племена произошли от русского, расселившись на Балканах и на Западе. Так как русские сохранили политическую независимость, то их язык чище, а потому лексикой именно русского языка Крижанич пользуется и в грамматике. Часть хорватов сохранила наибольшую близость к древнему русскому языку. Влияние греческого языка на славянский в процессе перевода культовых книг оказалось вредным, по мнению Крижанича, для чистоты языка. Необходимо очистить славянский язык от всех искажений, что, между прочим, будет содействовать прекращению и церковных раздоров.
Создавая искусственный язык, в котором преобладают элементы русского, сербского и хорватского языков, Крижанич в своей грамматике стремился избежать какого бы то ни было иноязычного влияния. Потому-то он, ценя высоко грамматику Мелетия Смотрицкого, упрекал его за то, что он «нашего езика на греческие и на латинские узори претварйат». При всей искусственности, грамматика Крижанича представляет первый опыт сравнительного изучения разных славянских языков: на таком сравнении основаны все выводы грамматики.
Искусственный язык, скомпонованный Крижаничем из соединения разноязычных лексических и грамматических элементов, использован был им самим в его литературной деятельности. Рассчитывая на практические результаты своих проектов, Крижанич чрезвычайно затруднил для современников пользование своими сочинениями, когда вместо доступного и в Москве латинского языка, переходил на эту изобретённую им сербо-хорвато-русскую речь.

«Всем единоплеменным народам глава — народ русский, и русское имя потому, что все словяне вышли из русской земли, двинулись в державу Римской империи, основали три государства и прозвались: болгары, сербы и хорваты; другие из той же русской земли двинулись на запад и основали государства ляшское и моравское или чешское. Те, которые воевали с греками или римлянами, назывались словинцы, и потому это имя у греков стало известнее, чем имя русское, а от греков и наши летописцы вообразили, будто нашему народу начало идет от словинцев, будто и русские, и ляхи, и чехи произошли от них. Это неправда, русский народ испокон века живёт на своей родине, а остальные, вышедшие из Руси, появились, как гости, в странах, где до сих пор пребывают. Поэтому, когда мы хотим называть себя общим именем, то не должны называть себя новым словянским, а стародавним и коренным русским именем. Не русская отрасль плод словенской, а словенская, чешская, ляшская отрасль — отродки русского языка. Наипаче тот язык, которым пишем книги, не может поистине называться словенским, но должен называться русским или древним книжным языком. Этот книжный язык более подобен нынешнему общенародному русскому языку, чем какому-нибудь другому словянскому. У болгаров нечего заимствовать, потому что там язык до того потерян, что едва остаются от него следы; у поляков половина слов заимствована из чужих языков; чешский язык чище ляшского, но также немало испорчен; сербы и хорваты способны говорить на своем языке только о домашних делах, и кто-то написал, что они говорят на всех языках и никак не говорят. Одно речение у них русское, другое венгерское, третье немецкое, четвёртое турецкое, пятое греческое или валашское, или альбанское, только между горами, где нет проезда для торговцев и инородных людей, уцелела чистота первобытного языка, как я помню из моего детства».
— 
Исследователь О. М. Бодянский называет Крижанича отцом сравнительной славянской филологии, который «строго и систематически стройно провел свою основную идею, сделал много остроумных глубоко верных и поразительных замечаний о славянском языке и о разных наречиях; первый подметил такие правила и особенности, которые только в новейшее время обнародовали лучшие европейские и словянские филологи, опираясь на все пособия и богатства научных средств». По замечанию М. Каповича и М. Ослона, он по существу открыл закон Ившича — Станга за 250 лет до Ившича и за 300 лет до Станга.
Словами самого Крижанича:

Совершенство языка — самое необходимое орудие мудрости и едва ли не главный её признак. Чем лучше язык какого-либо народа, тем успешнее и удачнее занимается он ремеслами и разными искусствами и промыслами. Обилие слов и легкость произношения очень помогают созданию мудрых планов и более удачному осуществлению разных мирных и ратных дел.
Оригинальный текст (хорв.)
Iazika sowerszenost iest samo potrebno orudie k mudrosti, i iedwa ne stanowito iee zname. Czim kiu narod imaet izradney iazik, tim prigodnee i witwornee razprawlyaet remestwa i wsakije umitelyi i promisli. Obilie besedi i legota izgowora mnogo pomagaet na mudrich sowetow izobretenie i na wsakich mirnich i ratnich del leznee obwerszenie.

## Трактат «Политика»
В 1663 году Крижанич начал писать на общеславянском языке главный труд своей жизни — трактат «Разговоры о владетельстве» или «Политика». В своём трактате автор тщательно анализирует экономическое и политическое положение России, характеризует роль торговли, ремёсел и земледелия, подчёркивает роль армии для сохранения государственной независимости. Крижанич указывает на необходимость культурного развития, выступает против преклонения перед иностранцами.
Книга Крижанича обращена ко всем славянам, но прежде всего к русскому монарху. Именно в монархии он видит наиболее подходящую форму правления, обеспечивающую единство народа и государственную стабильность. Царя он считает наместником Бога на Земле, власть его — священной. Обращаясь к царю, Крижанич говорит не только о правах, но и об обязанностях правителя перед народом. Царь должен быть скромным, мудрым, спокойным, праведным, свято блюсти божеские законы и «не верить чужестранцам». Крижанич резко осуждает жестокость Ивана Грозного. В общем виде предлагаемую Крижаничем формулу успешного русского государства можно представить в таком виде: Самовладство (Самодержавие), Православие, Сословность. Крижанич считает ошибочным для России присваивать «сомнительную славу Третьего Рима», в том числе им термин «царь», герб с двуглавым орлом, потому что они происходят от Рима.
В области экономики Крижанич руководствуется наиболее передовыми для того времени воззрениями. Он подчёркивает, что разорительные налоги на крестьян вредят хозяйству, советует поощрять талантливых мастеровых людей. Необычайно актуально звучит сегодня мысль Крижанича об опасности, исходящей от бюрократии. Что касается вопросов религии, то тут Крижанич окончательно отвергает Унию и призывает укреплять православие. Конечная цель «Политики» — показать, как надо править государством, чтобы все люди в нём были счастливы, чтобы русский народ стал «самым прославленным между народами» и возглавил все славянские народы. Общим критерием разумности экономических реформ у Крижанича выступает богатство подданных. Основой богатства подданных Крижанич считает земледелие, ремёсла, торговлю и народное хозяйство.
В 51-й и 52-й главах, которые исследует в своей книге М. Н. Бережков, Крижанич излагает план завоевания Крыма соединёнными силами России, Польши и их вероятных союзников – христианских народов юга. «Сама крымская страна украшена и обогащена многими дарами Божьими…»

## Сочинения
- Крижанич Ю. Собрание сочинений. Выпуск 1. — М., 1891.
- Крижанич Ю. Собрание сочинений. Выпуск 2. — М., 1891.
- Крижанич Ю. Собрание сочинений. Выпуск 3. — М., 1892.
- Крижанич Ю. Политика. — М., 1965.
- Крижанич Ю. Политика. — М., 1987.

- Крижанич Ю. Граматично исказанје об Руском језику (1666). — М.: В Университетской Типографии, 1859. — 276 с.
- Крижанич Ю. Политика. М.: ИД «Экономическая газета», 2003. ISBN 5-900792-23-4